# Tepecuitlapa (norra Zongolica kommun)
Tepecuitlapa är en ort i Mexiko.   Den ligger i kommunen Zongolica och delstaten Veracruz, i den sydöstra delen av landet, 240 km öster om huvudstaden Mexico City. Tepecuitlapa ligger 1 220 meter över havet och antalet invånare är 134.
Terrängen runt Tepecuitlapa är lite bergig. Runt Tepecuitlapa är det ganska tätbefolkat, med 222 invånare per kvadratkilometer. Närmaste större samhälle är Córdoba, 15,7 km norr om Tepecuitlapa. I omgivningarna runt Tepecuitlapa växer i huvudsak städsegrön lövskog.